# إيفو بريسكالو
إيفو بريسكالو (بالإنجليزية: Ivo Prskalo)‏ هو لاعب كرة قدم أسترالي في مركز الدفاع، ولد في 2 يناير 1948 في شابلينا في البوسنة والهرسك، وتوفي في 2 سبتمبر 2010 في سيدني في أستراليا. شارك مع منتخب أستراليا لكرة القدم. أما مع النوادي، فقد لعب مع فيليز موستار وماركوني ستاليونز.

## وصلات خارجية
- إيفو بريسكالو على موقع قاعدة بيانات كرة القدم.إي يو (الإنجليزية)
- إيفو بريسكالو على موقع ناشيونال فوتبول تيمز (الإنجليزية)